# Furchhausen
 Furchhausen (en alsacià Furichhüse) és un municipi francès, situat a la regió del Gran Est, al departament del Baix Rin. L'any 1999 tenia 341 habitants.
Forma part del cantó de Saverne, del districte de Saverne i de la Comunitat de comunes del Pays de Saverne.

## Demografia
| 1962 | 1968 | 1975 | 1982 | 1990 | 1999 |
| ---- | ---- | ---- | ---- | ---- | ---- |
| 243  | 245  | 253  | 355  | 350  | 341  |

## Administració
| Període | Identitat         | Partit |
| ------- | ----------------- | ------ |
| 2001    | Francis Hornecker |        |